# Diógenes de Apolonia
Diógenes de Apolonia (Διογένης Ἀπολλωνιάτης, ca. 460 a. C.: fl. 425 a. C.), filósofo griego originario de Apolonia Póntica, colonia milesia del Ponto Euxino.

## Vida
Aunque era de linaje dórico, escribió en el dialecto jónico, como todos los physiologi (filósofos físicos). Parece que no hay dudas de que vivió algún tiempo en Atenas, donde se dice que pasó a ser tan impopular (seguramente debido a su supuesto ateísmo) que su vida peligró.

## Pensamiento
En Las nubes de Aristófanes, los puntos de vista de Diógenes se transfieren a Sócrates. Como Anaxímenes, Diógenes creía que el aire era la fuente de todo lo que existe, y que el resto de sustancias derivan de la condensación y la rarefacción. Su avance más importante sobre las doctrinas de Anaxímenes es que declaró que el aire, la fuerza primera, poseía inteligencia—“el aire, como origen de todas las cosas es necesariamente eterno, una sustancia imperecedera, pero como alma está necesariamente dotado de consciencia”.
Su pensamiento podría resumirse en estos cuatro puntos:
1. Todas las cosas deben ser modificaciones de una sustancia básica
2. La sustancia básica contiene inteligencia divina, la cual dirige todas las cosas hacia lo mejor
3. La inteligencia y la vida se deben al aire, que es la forma básica de la materia
4. El aire es divino y gobierna todas las cosas; adopta formas diferentes según las variaciones de calor, movimiento, etc.

Diógenes también fue el primero que sugirió que los meteoritos caían del cielo.

## Obra
Pertenecía a la antigua escuela jónica, cuyas doctrinas modificó con las teorías de su contemporáneo Anaxágoras, aunque evitó su dualismo. Su trabajo más importante fue Sobre la naturaleza, del que se conservan fragmentos considerables. Es posible (según Simplicio) que escribiese también Contra los sofistas, Meteorología y Sobre la naturaleza del hombre. Sin embargo, otros, como Diels, consideran que se trataba de un solo libro que abarcaba diferentes temáticas.
Según Aristóteles, Diogenes escribió una "precisa anatomía de las venas" y otro escritor médico señala que obtuvo sus opiniones sobre el diagnóstico de enfermedades mediante la inspección de la lengua y el color del paciente. Es posible, por lo tanto, que Diógenes fuera un médico profesional que escribió un tratado técnico sobre medicina al mismo tiempo que una exposición general de su teoría cósmica.
La mayor parte de las teorías de Diógenes estaban tomadas, según Teofrasto, de Anaxágoras, Leucipo y Anaxímenes, aunque es posible que entre sus influencias también se cuente Heráclito. A pesar de su eclecticismo, Diógenes elaboró una teoría unitaria del mundo más coherente, sencilla y explícita que las de sus predecesores.